# 서복섭
서복섭(徐福燮, ? ~ 2018년 7월 24일)은 합기도 창시자 최용술 밑에서 공부한 최초의 학생으로 한국 대구에 합기도 최초의 학교인 대한합기유권술 도장을 설립했다. 서울로 이사한 그는 나중에 중의학 교수가 되었고 경희대학교에서 한동안 일했다.

## 같이 보기
- 한국 무술
- 합기도